# Supersymmetrie
Die Supersymmetrie (SUSY) ist eine hypothetische Symmetrie der Teilchenphysik, die Bosonen (Teilchen mit ganzzahligem Spin) und Fermionen (Teilchen mit halbzahligem Spin) ineinander umwandelt. Dabei werden Teilchen, die sich unter einer SUSY-Transformation ineinander umwandeln, Superpartner genannt.
Aufgrund ihres Potenzials, offene Fragen der Teilchen- und Astrophysik zu beantworten, sind supersymmetrische Theorien insbesondere in der theoretischen Physik sehr populär. Die meisten Großen vereinheitlichten Theorien und Superstringtheorien sind supersymmetrisch. Die minimal mögliche, mit bisherigen Erkenntnissen kompatible Erweiterung des Standardmodells der Teilchenphysik (SM), das Minimale supersymmetrische Standardmodell (MSSM), ist der experimentell meistuntersuchte Kandidat für Physik jenseits des Standardmodells (BSM-Physik).
Allerdings konnte trotz vielversprechender theoretischer Argumente bisher kein experimenteller Nachweis erbracht werden, dass Supersymmetrie tatsächlich in der Natur existiert – insbesondere wurden noch keine Superpartner bekannter Teilchen beobachtet. Das bedeutet, dass diese Symmetrie, wenn sie existiert, gebrochen ist. Der Brechungsmechanismus und die Energie, ab der die Symmetrie gelten würde, sind unbekannt.

## Formulierungsgeschichte: Wess-Zumino-Modell und MSSM
1966 arbeitete erstmals Hironari Miyazawa an einer Baryon-Meson-Symmetrie, doch wurde dies kaum beachtet. Als eigentliche Begründer der Supersymmetrie gelten 1971 Juri A. Golfand und sein Student Jewgeni Lichtman (Evgeni Likhtman) in Moskau und unabhängig D. V. Volkov und Wladimir Akulow in Charkiw/Charkow mit einer etwas späteren Veröffentlichung. Beide behandelten Supersymmetrie in der vierdimensionalen Raumzeit. Etwa um die gleiche Zeit wurde im Rahmen von Stringtheorien Supersymmetrie (zunächst nur auf der zweidimensionalen String-Weltfläche) von Jean-Loup Gervais, Bunji Sakita, André Neveu, John Schwarz und Pierre Ramond eingeführt.
Im Westen wurden die sowjetischen Beiträge kaum rezipiert und die Supersymmetrie erhielt im Rahmen eines Modells der Teilchenphysik erst 1974 größere Aufmerksamkeit durch die unabhängige Arbeit von Julius Wess und Bruno Zumino. Dieses unter dem Namen Wess-Zumino-Modell bekannte Modell beschreibt zwei skalare Bosonen, die mit sich selbst und mit einem chiralen Fermion wechselwirken. Das Wess-Zumino-Modell ist zwar kein realistisches, aber wegen seiner Einfachheit beliebtes Modell für die Teilchenphysik, an dem sich einige Eigenschaften supersymmetrischer Feldtheorien untersuchen lassen.
Ein erstes realistisches supersymmetrisches Modell für die Teilchenphysik schlugen 1981 Howard Georgi und Savas Dimopoulos vor, das Minimale Supersymmetrische Standardmodell (MSSM). Es machte Vorhersagen für die Massen der Superpartner der gewöhnlichen Teilchen des Standardmodells im Bereich von 100 GeV/c² bis 1 TeV/c², Das lag im Energiebereich des 2009 in Betrieb gegangenen Teilchenbeschleuniger Large Hadron Collider (LHC). Die Hoffnungen, mit dem LHC tatsächlich Superpartner nachzuweisen, erfüllten sich allerdings nicht. Diskutiert werden noch Erweiterungen des MSSM mit höherer Komplexität.

## Generelle Eigenschaften

### Supersymmetriealgebra
Die Supersymmetrietransformationen, die Fermionen und Bosonen ineinander umwandeln, erweitern die Raumzeitsymmetrie, die Poincaré-Gruppe. Sidney Coleman und Jeffrey Mandula zeigten 1967 unter, wie es schien, allgemein gültigen Bedingungen, dass alle Erzeugenden von physikalisch relevanten Symmetrien unter Poincaré-Transformationen invariant sein müssen. Daher müsste jede größere Symmetrie eines physikalischen Modells eine Produktgruppe der Poincaré-Gruppe mit einer Gruppe sein, die ihrerseits nichts mit der Raumzeit zu tun hat (Coleman-Mandula-Theorem). Das Theorem gilt nicht für den Erzeugenden der Poincaré-Gruppe.
Wess und Zumino zeigten 1974, dass es auch fermionische Erzeugende von Symmetrien geben kann, die sich wie Teilchen mit Spin 1/2 bei Drehungen ändern. Coleman und Mandula hatten diesen Fall nicht bedacht. In der Folge klassifizierten Rudolf Haag, Jan Łopuszański und Martin Sohnius 1975 die möglichen Symmetriealgebren mit bosonischen und fermionischen Erzeugenden (Haag-Łopuszański-Sohnius-Theorem).
Die einfachste supersymmetrische Erweiterung der Poincarégruppe ist im Wess-Zumino-Modell realisiert und erweitert sie um zwei Weyl-Spinoren {\displaystyle Q,{\bar {Q}}}. Die relevanten Kommutator- und Antikommutatorrelationen sind
{\displaystyle \{Q_{\alpha },{\bar {Q}}_{\dot {\beta }}\}=2({\sigma ^{m}})_{\alpha {\dot {\beta }}}P_{m}\,,\ \ \{Q,Q\}=\{{\bar {Q}},{\bar {Q}}\}=[Q,P]=[{\bar {Q}},P]=0\,.}
Dabei bezeichnen {\displaystyle \sigma ^{m}} die Pauli-Matrizen und {\displaystyle P_{m}} den Viererimpuls.

### Schleifenkorrekturen

Korrekturbeiträge zur Higgsmasse. Die quadratische Divergenz der Fermionenschleife im oberen Diagramm wird durch das untere Diagramm eines skalaren Superpartners kompensiert.

Die Existenz zusätzlicher Elementarteilchen liefert zusätzliche Beiträge zu den Schleifenkorrekturen für beobachtbare physikalische Parameter. Besitzen Superpartner außer dem Spin exakt gleiche Quantenzahlen, so sind die Schleifenkorrekturen identisch im Betrag, unterscheiden sich jedoch (aufgrund des unterschiedlichen Spins) im Vorzeichen: die Korrekturen addieren sich zu Null. In gebrochenen, insbesondere spontan gebrochenen SUSY-Modellen addieren sich die Korrekturen nicht notwendigerweise zu Null, liefern aber oft vergleichsweise kleinere Effekte.
Die (teilweise) Kompensation der Schleifenkorrekturen durch Superpartner hat zwei Effekte, die stark zur Attraktivität supersymmetrischer Ansätze beigetragen haben:
- Supersymmetrie bietet eine Möglichkeit zur Lösung des Natürlichkeitsproblems (engl. Naturalness problem oder fine-tuning problem). Dieses Problem besteht darin, dass mit der Energieskala quadratisch divergente Schleifendiagramme störend große Korrekturen zur renormierten Masse des Higgs-Bosons beitragen. Zu jedem quadratisch divergenten Korrekturterm könnte nun unter Supersymmetrie ein äquivalenter Term des jeweiligen Superpartners mit entgegengesetztem Vorzeichen existieren. Die problematischen Korrekturen würden sich zu Null addieren und verschwinden.
- In spontan gebrochenen oder nicht gebrochenen SUSY-Theorien ist im Gegensatz zum Standardmodell der Erwartungswert der Energiedichte im feldfreien Raum endlich. Somit scheint es einfacher, die Gravitation, für deren Feld die Energiedichte die Quelle ist, in ein quantentheoretisches Modell einzubeziehen (s. u. Supergravitation).

### Dunkle Materie
Um nicht in Widerspruch zu experimentellen Ergebnissen zu geraten, muss man annehmen, dass Zerfallsprozesse von Superpartnern in Standardmodellteilchen (ohne einen weiteren Superpartner als Zerfallsprodukt) stark unterdrückt oder unmöglich sind (R-Paritätserhaltung). Dadurch ist das leichteste supersymmetrische Partnerteilchen (LSP) praktisch stabil. Da nach aktuellen kosmologischen Modellen in den Frühphasen des Universums Teilchen beliebiger Masse erzeugt werden konnten, stellt ein elektrisch neutrales LSP – etwa das leichteste Neutralino – einen Kandidaten für die Erklärung Dunkler Materie dar.

## Ausgewählte Aspekte

### MSSM: Minimales Supersymmetrisches Standardmodell
Das MSSM ist die im Sinne der Teilchenzahl kleinste Möglichkeit, ein realistisches supersymmetrisches Teilchenphysikmodell aufzubauen. Das MSSM erweitert das Standardmodell um ein zusätzliches Higgs-Dublett und um SUSY-Partnerteilchen für alle Teilchen des Modells. Dabei wird kein expliziter Mechanismus angegeben, der begründet, warum die neuen Teilchen andere Massen besitzen als ihre Standardmodellpartner. Stattdessen werden alle supersymmetriebrechenden Terme, die renormierbar, eichinvariant und R-paritätserhaltend sind, explizit mit zunächst unbekannten Kopplungskonstanten in das Modell aufgenommen.

### Vereinheitlichte Theorien
Die Existenz der neuen Teilchen ab einer Masse von 100 bis 1000 GeV beeinflusst das Running, d. h. die Energieabhängigkeit der Parameter („Kopplungskonstanten“), die die Stärke der drei im Standardmodell vorkommenden Wechselwirkungen charakterisieren, so dass sie sich bei extrem hohen Energien von 1016 GeV einem gemeinsamen Wert nähern. Im Standardmodell treffen sie nur fast an einem Punkt zusammen, während supersymmetrische Theorien einen sehr viel genaueren „Vereinigungspunkt“ liefern. Dies wird manchmal als ein Hinweis auf vereinheitlichte Theorien interpretiert, in denen die drei Wechselwirkungen des Standardmodells nur verschiedene Effekte einer einzigen übergeordneten Wechselwirkung sind, analog der elektrischen und der magnetischen Wechselwirkung.

### Supergravitation
Die um die SUSY-Generatoren erweiterten Raumzeitsymmetrien sind zunächst wie auch im Standardmodell globale Symmetrien. Deklariert man SUSY jedoch als lokale Symmetrie, so erzwingt dies zwei neue Teilchen: das Graviton mit Spin 2, von dem erwartet wird, das Wechselwirkungsteilchen der Gravitation zu sein, und das Gravitino mit Spin 3/2. Daher werden lokale SUSY-Theorien auch Supergravitation (SUGRA) genannt.
Diese besitzt gegenüber lokaler Raumzeitsymmetrie innerhalb des Standardmodells, die nicht renormierbar ist, zwei potentielle Vorteile, die insbesondere in der Anfangsphase supersymmetrischer Ansätze die Hoffnung nährten, dass SUSY einen möglichen Mechanismus für eine Theorie der Quantengravitation liefert:
- Der unterschiedliche Spin von Graviton und Gravitino könnte dazu führen, dass sich nicht renormierbare Terme kompensieren und die Theorie insgesamt renormierbar wird.
- Die Vakuumenergiedichte des Raumes, nach der Relativitätstheorie ein Quellterm für Gravitation, ist für SUGRA endlich, im Fall der ungebrochenen Supersymmetrie sogar exakt Null. Dagegen ist im Standardmodell der Erwartungswert der Energiedichte bereits im Vakuum unendlich, s. o. Schleifenkorrekturen.

Bisher ist es jedoch – mit potentieller Ausnahme von Superstringansätzen, die über einfache Supersymmetrie hinausgehen – nicht gelungen, eine realistische Theorie der Supergravitation aufzustellen, weshalb sie im Lauf der 1980er Jahre zugunsten von Superstringtheorien aufgegeben wurde. SUGRA könnte allerdings eine effektive Theorie unterhalb der Planck-Skala sein: sie ist ein möglicher Mechanismus für spontane Brechung der Supersymmetrie. Erneutes Interesse entstand nach der „zweiten Superstring-Revolution“. Dabei erwies sich, dass die elfdimensionale Supergravitation, das heißt die Supergravitation von maximaler möglicher Dimension, die Niedrigenergienäherung der hypothetischen, noch nicht vollständig formulierten und von Edward Witten eingeführten M-Theorie ist, die die verschiedenen Superstring-Theorien vereinigt.
In manchen Modellen ist der Nachweis des Gravitinos an Beschleunigerexperimenten wie dem LHC denkbar.

## Supersymmetrie in anderen Bereichen der Physik
Als Dynamische Symmetrie fand die Supersymmetrie Anwendung zum Beispiel in der Kernphysik (Interacting Boson Model) und in der Festkörperphysik und bei ungeordneten Systemen, zum Beispiel durch Konstantin Efetov.
Die integrierte Optik wurde 2013 als neues Anwendungsfeld supersymmetrischer Konzepte erschlossen. So wird es möglich, mit Hilfe optischer Modellsysteme ausgewählte Eigenschaften supersymmetrischer Konfigurationen in leicht zugänglichen Laboranordnungen zu erforschen. Bei diesem Ansatz bedient man sich der analogen mathematischen Struktur der quantenmechanischen Schrödinger-Gleichung und der Wellengleichung, die die Propagation von Licht in eindimensionalen Systemen beschreibt. Die räumliche Verteilung des Brechungsindex entspricht dabei einer Potentiallandschaft, in der sich optische Wellenpakete ausbreiten. Neben Aspekten der Grundlagenforschung sind supersymmetrische optische Systeme für Anwendungen in den Bereichen Phasenanpassung, Modenkonversion und räumlichem Multiplexing von Interesse.

## Trivia
In der Erfolgsserie The Big Bang Theory werden die zentralen Charaktere Sheldon Cooper, theoretischer Physiker, und seine Frau Amy Farrah Fowler, Neurobiologin, für ihre Entdeckung der Superasymmetrie mit dem Nobelpreis ausgezeichnet.